# 普雷里維尤 (伊利諾伊州布恩縣)
普雷里維尤（英語：Prairie View）是位於美國伊利諾伊州布恩縣的一個非建制地區。該地的面積和人口皆未知。

## 地理
普雷里維尤的座標為42°11′45″N 88°54′11″W / 42.19583°N 88.90306°W，而該地的平均海拔高度為233米（即764英尺）。